# D
 For alternative betydninger, se D (flertydig). (Se også artikler, som begynder med D)
D er det 4. bogstav i det latinske alfabet. Bogstavet D kommer fra delta i det græske alfabet, hvilket har tegnene Δ (stort delta) og δ (lille delta).
I det hexadecimale talsystem repræsenterer D et ciffer med værdien 13.